# Marisa Benito
María Luisa Benito Valbuena es un personaje ficticio de la serie de televisión española Aquí no hay quien viva. Es la hermana mayor de Vicenta. Vive con su hermana en el 1ºA desde que su marido le abandonó.

## Apariciones

### EnAquí no hay quien viva
Vivía con Manolo, su marido hasta que éste la abandonó. Tras esto, se va a vivir al 1ºA con Vicenta su hermana menor. Se pasa todo el día fumando y cotilleando junto a su hermana y Concha con las que forma "radio patio". Aunque sea bastante mayor es muy moderna y viste como una adolescente. Tuvo una hija con su marido, pero no se hablan. Tuvo una relación con Mariano, el padre de Emilio, al final de la primera temporada.
Mantuvo relaciones con el primer presidente de la comunidad llamado Bartolomé Méndez Zuloaga, ya que cuando lo mencionan Marisa siempre dice: "A ese me lo tiré".
Actualmente, Marisa vive con su hermana Vicenta y su amiga Concha en Benidorm desde julio de 2006, desde que Desengaño 21 fue destruido. No se sabe nada de los personajes.

### Otras apariciones
Apareció en el episodio Uno de dos de la serie A tortas con la vida en donde es clienta de la pastelería de Goyo y Nati y recibe junto con las otras dos componentes de radio patio una tarta que ha sido encargada para una despedida de soltero, pero los de la despedida decidieron no utilizarla.

## Creación y concepción
Cuando Antena 3 informa a José Luis Moreno que acepta hacer la serie, sus sobrinos, Alberto y Laura Caballero, pensaron en la creación de dos hermanas cotillas, Alberto e Iñaki Arriztimuño tomaron como referencia a The Golden Girls. Tras el fallecimiento de su marido, la actriz Mariví Bilbao quería algo que le diera energía para seguir adelante y aceptó el papel.

## Recepción
Las tres integrantes de "radio patio" se convirtieron en un icono para la tercera edad siendo portadas de algunas revistas como Júbilo. La actriz Mariví Bilbao fue galardona al premio ATV de 2005 a la mejor interpretación femenina y el premio de la Unión de Actores de 2004 a la mejor actriz secundaria de televisión. También fue nominada a los premios TP de oro de 2004 a la mejor actriz y el premio de la Unión de Actores de 2003 a la mejor actriz de reparto.